# Octavo Ejército de Ruta
El Octavo Ejército de Ruta (en chino simplificado: 八路军; en chino tradicional: 八路軍; pinyin: Bālù-Jūn), oficialmente conocido como el 18.º Grupo de Ejércitos del Ejército Nacional Revolucionario de la República de China, era un grupo de ejércitos bajo el mando del Partido Comunista de China, aunque nominalmente dentro de la estructura del ejército chino encabezado por el Partido Nacionalista Chino durante la segunda guerra sino-japonesa.
El Octavo Ejército de Ruta se creó a partir del Ejército Rojo chino el 22 de septiembre de 1937, cuando los comunistas y los nacionalistas chinos formaron el Segundo Frente Unido contra Japón al estallar la segunda guerra sino-japonesa. Junto con el Nuevo Cuarto Ejército, el 8.º Ejército de Ruta formó la principal fuerza de combate comunista durante la guerra y fue comandado por el líder del partido comunista Mao Zedong y el general Zhu De. Aunque los nacionalistas lo designaron oficialmente como el 18.º Grupo de Ejércitos, los comunistas chinos y los militares japoneses se refirieron a la unidad como el 8.º Ejército de Ruta. El 8.º Ejército de Ruta vestía uniformes nacionalistas y enarbolaba la bandera de la República de China y libraba una guerra de guerrillas contra los japoneses, las fuerzas colaboracionistas y, más adelante en la guerra, otras fuerzas nacionalistas. La unidad pasó a llamarse Ejército Popular de Liberación en 1947, después del final de la Segunda Guerra Mundial, cuando los comunistas y los nacionalistas chinos reanudaron la guerra civil china.
El 8.º Ejército de Ruta estuvo compuesto por tres divisiones (la 115.ª, que fue comandada por Lin Biao, la 120.ª bajo He Long y la 129.ª bajo Liu Bocheng). Durante la Segunda Guerra Mundial, el 8.º Ejército de Ruta operó principalmente en el norte de China, infiltrándose detrás de las líneas japonesas, para establecer bases guerrilleras en zonas rurales y remotas. Las principales unidades del Ejército de la Octava Ruta fueron ayudadas por milicias locales organizadas por el campesinado.
Las oficinas de enlace del Partido Comunista en ciudades bajo control nacionalista como Chongqing, Guilin y Dihua (Ürümqi) se llamaron Oficinas del 8.º Ejército de Ruta.
Los coreanos étnicos que lucharon en el Octavo Ejército de Ruta se unieron más tarde al Ejército Popular de Corea, el ejército comunista de Corea del Norte en la guerra de Corea.
Norman Bethune, médico y comunista canadiense, sirvió en el 8.º Ejército de Ruta.

## Organización

### 1937
En agosto de 1937, el 8.º Ejército de Ruta tenía tres divisiones.
| División       | Commander             | Orden de batalla            | Comandante             | Fuerza |
| -------------- | --------------------- | --------------------------- | ---------------------- | ------ |
| 115.ª División | Lin Biao（林彪）      | 343.ª Brigada               | Chen Guang（陈光）     | 15.000 |
| 115.ª División | Lin Biao（林彪）      | 344.ª Brigada               | Xu Haidong（徐海东）   | 15.000 |
| 115.ª División | Lin Biao（林彪）      | Regimiento Independiente    | Yang Chengwu（杨成武） | 15.000 |
| 120.ª División | He Long（贺龙）       | 358.ª Brigada               | Lu Dongsheng（卢冬升） | 14.000 |
| 120.ª División | He Long（贺龙）       | 359.ª Brigada               | Chen Bojun（陈伯钧）   | 14.000 |
| 120.ª División | He Long（贺龙）       | Regimiento de entrenamiento | Peng Shaohui（彭绍辉） | 14.000 |
| 129.ª División | Liu Bocheng（刘伯承） | 385.ª Brigada               | Wang Hongkun（王宏坤） | 13.000 |
| 129.ª División | Liu Bocheng（刘伯承） | 386.ª Brigada               | Chen Geng（陈赓）      | 13.000 |
| 129.ª División | Liu Bocheng（刘伯承） | Regimiento de entrenamiento | Zhang Xian（张贤）     | 13.000 |

### 1940
En el invierno de 1940, el 8.º Ejército de Ruta ya tenía 400.000 soldados.
| División                                                           | Comandante              | Orden de batalla                                                   | Comandante                 | Fuerza  |
| ------------------------------------------------------------------ | ----------------------- | ------------------------------------------------------------------ | -------------------------- | ------- |
| 115.ª División                                                     | Chen Guang（陈光）      | 1.ª Brigada de entrenamiento                                       | Peng Mingzhi（彭明治）     | 70.000  |
| 115.ª División                                                     | Chen Guang（陈光）      | 2.ª Brigada de entrenamiento                                       | Zeng Guohua（曾国华）      | 70.000  |
| 115.ª División                                                     | Chen Guang（陈光）      | 3.ª Brigada de entrenamiento Región Militar de Shandong Occidental | Yang Yong（杨勇）          | 70.000  |
| 115.ª División                                                     | Chen Guang（陈光）      | 4.ª Brigada de entrenamiento Región Militar del Lago Occidental    | Deng Keming（邓克明）      | 70.000  |
| 115.ª División                                                     | Chen Guang（陈光）      | 5.ª Brigada de entrenamiento                                       | Liang Xingchu（梁兴初）    | 70.000  |
| 115.ª División                                                     | Chen Guang（陈光）      | 6.ª Brigada de entrenamiento Región Militar de Hebei y Shandong    | Xing Renfu（邢仁甫）       | 70.000  |
| 115.ª División                                                     | Chen Guang（陈光）      | Región Militar de Shandong Meridional                              | Zhang Guangzhong（张光中） | 70.000  |
| Columna de Shandong                                                | Zhang Jingwu（张经武）  | 1.ª Brigada                                                        | Wang Jian'an （王建安）    | 51.000  |
| Columna de Shandong                                                | Zhang Jingwu（张经武）  | 2.ª Brigada                                                        | Sun Jixian（孙继先）       | 51.000  |
| Columna de Shandong                                                | Zhang Jingwu（张经武）  | 3.ª Brigada                                                        | Xu Shiyou（许世友）        | 51.000  |
| Columna de Shandong                                                | Zhang Jingwu（张经武）  | 5.ª Brigada                                                        | Wu Kehua（吴克华）         | 51.000  |
| Columna de Shandong                                                | Zhang Jingwu（张经武）  | 1.º Destacamento                                                   | Hu Qicai（胡奇才）         | 51.000  |
| Columna de Shandong                                                | Zhang Jingwu（张经武）  | 4.º Destacamento                                                   | Zhao Jie（赵杰）           | 51.000  |
| Columna de Shandong                                                | Zhang Jingwu（张经武）  | 5.º Destacamento                                                   | Wang Bin（王彬）           | 51.000  |
| 120.ª División Región Militar de Shanxi Septentrional y Occidental | He Long（贺龙）         | 1.ª Brigada Independiente 4.ª Subárea Militar                      | Gao Shiyi（高士一）        | 51.000  |
| 120.ª División Región Militar de Shanxi Septentrional y Occidental | He Long（贺龙）         | 2.ª Brigada Independiente 2.ª Subárea Militar                      | Peng Shaohui（彭绍辉）     | 51.000  |
| 120.ª División Región Militar de Shanxi Septentrional y Occidental | He Long（贺龙）         | 358.ª Brigada 3.ª Subárea Militar                                  | Zhang Zongxun（张宗逊）    | 51.000  |
| 120.ª División Región Militar de Shanxi Septentrional y Occidental | He Long（贺龙）         | 2.ª Columna de las Juventudes de Shanxi 8.ª Subárea Militar        | Han Jun（韩钧）            | 51.000  |
| 120.ª División Región Militar de Shanxi Septentrional y Occidental | He Long（贺龙）         | Destacamento de caballería                                         | Yao Zhe（姚喆）            | 51.000  |
| 129.ª División                                                     | Liu Bocheng（刘伯承）   | Subárea militar de la montaña Taihang                              | Liu Bocheng（刘伯承）      | 56.000  |
| 129.ª División                                                     | Liu Bocheng（刘伯承）   | 386.ª Brigada Subárea militar de la montaña Taiyue                 | Chen Geng（陈赓）          | 56.000  |
| 129.ª División                                                     | Liu Bocheng（刘伯承）   | Subárea militar de Hebei Septentrional                             | Chen Zaidao（陈再道）      | 56.000  |
| Región Militar de Shanxi, Hebei y Chahar                           | Nie Rongzhen（聂荣臻）  | 1.ª Subárea Militar                                                | Yang Chengwu（杨成武）     | 100.000 |
| Región Militar de Shanxi, Hebei y Chahar                           | Nie Rongzhen（聂荣臻）  | 2.ª Subárea Militar                                                | Guo Tianmin（郭天民）      | 100.000 |
| Región Militar de Shanxi, Hebei y Chahar                           | Nie Rongzhen（聂荣臻）  | 3.ª Subárea Militar                                                | Huang Yongsheng（黄永胜）  | 100.000 |
| Región Militar de Shanxi, Hebei y Chahar                           | Nie Rongzhen（聂荣臻）  | 4.ª Subárea Militar                                                | Xiong Botao（熊伯涛）      | 100.000 |
| Región Militar de Shanxi, Hebei y Chahar                           | Nie Rongzhen（聂荣臻）  | 5.ª Subárea Militar                                                | Deng Hua（邓华）           | 100.000 |
| Región Militar de Shanxi, Hebei y Chahar                           | Nie Rongzhen（聂荣臻）  | 3.ª Columna Región Militar de Hebei Central                        | Lv Zhengcao（吕正操）      | 100.000 |
| Región Militar de Shanxi, Hebei y Chahar                           | Nie Rongzhen（聂荣臻）  | Destacamento avanzado                                              | Xiao Ke（萧克）            | 100.000 |
| Retaguardia de Shaanxi                                             | Xiao Jinguang（肖劲光） | 385.ª Brigada                                                      | Wang Weizhou（王维舟）     | 22.600  |
| Retaguardia de Shaanxi                                             | Xiao Jinguang（肖劲光） | 359.ª Brigada                                                      | Wang Zhen （王震）         | 22.600  |
| Retaguardia de Shaanxi                                             | Xiao Jinguang（肖劲光） | 1.ª Brigada de Seguridad                                           | Wen Niansheng（文年生）    | 22.600  |
| Retaguardia de Shaanxi                                             | Xiao Jinguang（肖劲光） | Mando de Seguridad                                                 | Gao Gang（高岗）           | 22.600  |
| Otros                                                              |                         | 2.ª Columna Región Militar de Hebei, Shandong y Henan              | Yang Dezhi（杨得志）       | 50.000  |
| Otros                                                              | 4.ª Columna             | Peng Xuefeng（彭雪枫）                                             |                            | 50.000  |
| Otros                                                              | 5.ª Columna             | Huang Kecheng（黄克诚）                                            |                            | 50.000  |